# Kambodja i olympiska sommarspelen 1964
Kambodja deltog med 13 deltagare vid de olympiska sommarspelen 1964 i Tokyo. Ingen av landets deltagare erövrade någon medalj.